# Fiesta Online
Fiesta es un juego para Pc Free to Play de género MMORPG, desarrollado por Ons On Soft en Corea del Sur, y Gamigo AG para territorios de la Unión Europea (en los idiomas inglés, alemán, francés y español) y por Gamigo en conjunto para el mercado estadounidense. Comprado originalmente por OutSpark en 2007. Posteriormente publicado por Outspark en 2008. Posteriormente fue comprado por Gamigo en 2011. Fiesta contiene personajes estilo anime renderizados en 3D, con opciones de personalización limitada.
El 3 de abril de 2012, Outspark anuncia Fiesta Social en la plataforma Facebook. El 6 de febrero de 2013, Fiesta Online pasa a ser de Gamigo después de que Outspark tuviera un exceso de artículos.
El 29 de abril de 2014, Gamigo anuncia que Fiesta Online ha sido “Greenlit”. El territorio de cada zona es rastreado por Steam y abrirá la página correcta. Los jugadores pueden todavía descargar manualmente el lanzador para jugar las otras versiones del juego.

## Modalidades del juego

### Clases
Actualmente hay seis clases en Fiesta online: Arqueros, Luchadores, Magos, Clérigos, Embaucadores y Cruzados. Los Arqueros son una clase que usa ataques a distancia con arcos y ballestas. Los Luchadores son una clase que luchan cuerpo a cuerpo con espadas de dos manos, o hachas para infligir daño. Un Luchador puede equipar una espada de una sola mano y un escudo, o un hacha o una espada grande. Los Magos son una clase que se caracteriza por los ataques a distancia, utilizan bastones y varas mágicas. Los Clérigos se caracterizan por ser una clase de cuerpo a cuerpo que utilizan martillos y mazos y habilidades de curación. Los Clérigos son usados para curar y revivir otros jugadores porque son los únicos jugadores que poseen esa habilidad. Los Cruzados usan ambos Ataque Mágico y Ataque Físico y pueden atacar cuerpo a cuerpo o a distancia, los Cruzados son la primera clase considerada “Héroes”, y como tal, se pueden usar cuando se alcanza el nivel 60, utilizan “energía” que se regeneran automáticamente en vez de “Puntos Espirituales o Maná”, puedes crear un Cruzado si ya tienes un personaje nivel 60 o por encima en el servidor. Los Cruzados actualmente solamente pueden usar un tipo de arma, una Espada Grande (espada de 2 manos). Los Embaucadores son una clase de cuerpo a cuerpo que utilizan Garras o Espadas Duales para infligir daño. Los Embaucadores también utilizan las Almas recogidas de los enemigos para incrementar el daño y beneficios obtenidos en los ataques que realizan.
Las Clases tienen 3 rangos que ofrecen un camino específico. Estas promociones son necesarias para que el personaje avance en habilidades y equipamiento que se les permiten usar. El Cruzado es la única clase que solamente tiene una promoción, que es directamente a “Templario” a Nivel 100.

### Habilidades
Actualmente solamente hay tres tipos de habilidades disponibles para los habitantes de Isya:
Habilidades Activas
Estas Habilidades son las que son usadas durante el combate o durante una aventura para cambiar el transcurso de la batalla. Cada una tiene su propio nivel respectivamente, clase y puntos espirituales correspondientes. Las Habilidades Activas son las unas habilidades que un jugador puede reforzar desde la ventana de habilidades.
Habilidades Pasivas
Las Habilidades Pasivas son habilidades que un jugador puede aprender y nunca tener que usar del todo porque están en constante efecto en cuanto sean aprendidas. Incrementan ciertos aspectos de cada clase de personaje desde el daño de arma hasta el máximo maná. Las habilidades pasivas no se pueden reforzar.
Alquimia
La habilidad de la Alquimia son "la manera de hacer dinero". Estas habilidades permiten a los personajes crear piedras para armas y armaduras, pergaminos que dan una ventaja de una hora al jugador que los consume, pociones que curan o que curan constantemente la vida o maná de un personaje en un corto periodo de tiempo, como también incrementar la resistencia a venenos o hacer antídotos, y la habilidad de composición y descomposición permiten al personaje crear de una u otra manera diferentes materiales de un grupo de alto nivel o menor nivel de recursos con la ayuda de las piedras de alquimia. Las piedras de alquimia pueden ser compradas de los Mercantes de Objetos por dinero o por otros jugadores a precio de mercado. Las piedras de Alquimia no se pueden mejorar, pero requieren un cierto tiempo de uso para obtener un alto nivel en la respectiva habilidad Alquimista.

### Dinero
La moneda de circulación dentro del juego viene de 4 formas: cobre, plata, oro y gema. Una gema es el equivalente de 100 monedas de oro; una moneda de oro es el equivalente de 1000 monedas de plata; y una moneda de plata es el equivalente de 1000 monedas de cobre. Los jugadores pueden obtener las monedas completando las misiones y vendiendo objetos obtenidos en el mercado.
Como es un juego con Micro-Transacciones, hay una tienda dentro del juego que es usada para transferir la moneda del mundo real a moneda del mundo virtual usada exclusivamente por la tienda del juego. Cuando Outspark poseía Fiesta Online, esta tienda era llamada SparkCash. Ahora bajo Gamigo se llama Slime Coins. Tienen casi el mismo ratio de intercambio. La Tienda de Objetos da muchos diferentes beneficios, desde cambios visuales (Cambio de sexo, cambio de nombre, cupón de belleza) a beneficios dentro de la jugabilidad (Lágrimas de Legel, Bendición de Teva, Estímulo de Experiencia). La vestimenta está designada como un término medio de estos dos elementos. Suelen tener incremento en los "stats" (números que miden tu fuerza, destreza, inteligencia, etc.) que también dan a tu personaje un vestido único, usualmente solo duran 30 días. La ropa permanente no suele dar stats para que haya un balance justo, pero también son más caras. De otra forma, los beneficios de la jugabilidad suelen ser de corta duración u objetos de un solo uso (los cuales son vendidos en paquetes), cualquiera que es más duradero son mucho más caros.

### Títulos
Los títulos son pequeños nombres dados al jugador los cuales pueden ser usados en el principio de su nombre, por ejemplo," popular", que es dado a aquellos jugadores que tienen cierta cantidad de jugadores en su lista de amigos, o "el remate de una broma monstruosa" el cual es dado a los jugadores que son matados por el mismo monstruo 10 veces o más una y otra vez. Algunos títulos pueden beneficiar a los jugadores, como una defensa incrementada o puntos de habilidades extra añadidas a la habilidad en sí.

### Tarjetas
Ahora Fiesta tiene tarjetas coleccionables las cuales pueden ser obtenidas matando monstruos. Estas cartas pueden ser intercambiadas entre jugadores y algunas cartas dan un "título oculto" que es un incentivo para coleccionarlas todas. También, coleccionando una gran cantidad da bonus y objetos exclusivos, como mini-mascotas legendarias o anillos nivel 85 o superior.

### Hermandades
Las Hermandades en Fiesta son un grupo de jugadores que se han unido bajo un nombre. No hay restricciones al nombre de la Hermandad excepto la regla de "no profanar". Actualmente cualquier número de hermandades pueden declarar la guerra a otra hermandad, pero esa hermandad solamente puede declarar una guerra. También hay un límite a los lugares de guerra entre hermandades; una vez que ésta haya empezado, todos los mapas se vuelven PvP (jugador contra jugador), con la excepción de algunas ciudades. Para comenzar una guerra de hermandades, las hermandades interesadas deben desafiar otras hermandades. Las hermandades también son capaces de competir con otras a través de torneos llamados "Reliquias de Guerra".

### Academia
Las Academias son parte de una hermandad para cualquiera que se encuentre por debajo del nivel 60. Los jugadores comienzan obteniendo recompensas de dinero y objetos desde el nivel 10 en una academia hasta el nivel 60. A nivel 60 los personajes se gradúan de la academia. Un jugador puede elegir quedarse en la academia después de nivel 60.

### Jugador Contra Jugador (PVP)
Hay zonas de PvP libre en cada una de las ciudades: cada ciudad principal tiene sus propias "Zonas de Batalla Libre", con Elderine, Uruga y Alberstol Ruins teniendo mapas adicionales del Abismo, los cuales son zonas PvP con monstruos adicionales que dan experiencia extra para los jugadores cuando son asesinados. Los mapas del abismo están designados para ser mapas de riego/recompensa. Los jugadores pueden entrar y matar repetidamente jugadores de nivel bajo, mientras que otros entran y suben bastantes niveles en cuestión de horas.
Similarmente al problema de subir nivel en PvP, se vuelve injusto cuando alguien usa objetos de la Tienda Virtual lo cual ha causado una gran queja de algunos jugadores.

### Las Bodas dentro del juego
Una de las grandes características que fueron lanzadas en Fiesta fue el sistema de bodas. Era la primera característica en ser lanzada dentro del juego como una de las más anticipadas para el jugador para su uso. Los jugadores necesitan comprar un cupón de boda y un anillo dentro del juego para hacer la proposición a su querido. La aceptación de la proposición resulta en un anuncio global del juego donde el nombre de los dos jugadores se muestran en el centro de la pantalla para que el resto lo vea. La pareja de boda está permitida invitar hasta 30 invitados. todos los cuales serán tele transportados a una capilla de boda especial para la ceremonia. Una vez la ceremonia está completada, recompensas especiales como ventajas en stats y mini mascotas son aplicadas a la pareja que se ha casado.

### Encantamientos
La mayoría de armas y armaduras pueden ser encantadas con piedras de encantamiento para incrementar su poder. Los Encantamientos pueden romper los objetos, pero hay ciertas formas de evitarlo mediante la Tienda de Objetos. De forma muy molesta en niveles altos (+5 - +10) se vuelve muy difícil, y mucha gente que encantan después de +3 usan una gran cantidad de objetos de la Tienda de Objetos Virtual por el coste del proceso.

### Sistema de Estado
El sistema de Estado es también una de las grandes novedosas características anticipadas de Fiesta. Permitiendo a los jugadores realizar una misión múltiple que les dará la habilidad de invocar su Estado. El Estado en sí mismo es un espacio pequeño que contiene una casa en la que puedes poner muebles, una piscina, una zona de paseo y una gran zona para correr, todo es estético. Junto con el jugador, el Estado puede tener 15 jugadores en su interior. Los muebles han sido desde entonces añadidos al juego permitiendo a los jugadores decorar su Estado.